# Escudo de Guarne
El escudo de armas de Guarne es el emblema heráldico que representa a la localidad colombiana de Guarne, en el departamento de Antioquia. El blasón fue ideado por el señor Orlando Ramírez, y adoptado oficialmente -junto con el himno- por el Concejo Municipal mediante el Acuerdo N.º. 33 del 11 de noviembre de 1967.
El escudo, junto con la bandera y el himno, tienen el reconocimiento de símbolos oficiales del municipio de Guarne. Además, el blasón como símbolo de la localidad forma parte de la imagen institucional de la administración municipal, por lo cual está presente en los actos protocolarios, en la papelería oficial, en el mobiliario urbano o en las obras públicas.

## Historia
Al cabildo de 1966 -llamado el Concejo de los Seis- le correspondió conmemorar el sesquicentenario de la erección de Guarne en distrito municipal. El primer período estaba presidido en por Jaime León Ospina Z. El vicepresidente era Jorge Berrío, y la secretaria era Consuelo Gallego A. Para el segundo período era el presidente Abel Sánchez S., el vicepresidente fue Luis Alfonso Díaz, y la secretaría era la misma del primer periodo.
Para la celebración, dicha corporación realizó varios actos, entre ellos figuró la convocatoria a concursos para dotar a la municipalidad de escudo e himno, mediante el Acuerdo n.º 12 de 14 de mayo de 1967, que dio origen a la resolución reglamentaria No.2, del mismo día. Para la bandera no se abrió concurso pues el Concejo eligió la del departamento Antioquia -blanco y verde- para Guarne. 
Para el concurso se requería que los símbolos reflejaran varios aspectos del pueblo, como su historia, su religiosidad, su economía etc. El artículo 3º de la resolución reglamentaria decía textualmente: "En la elaboración del escudo y en la letra del himno se tendrá en cuenta: La fe religiosa del pueblo, la riqueza aurífera que le mereció en lo antiguo el título de Real de Minas, el alzamiento del común contra la opresión y el cultivo del fique como planta principal”. Con estas bases concursaron varias personas interesadas, casi todos oriundos de Guarne, tanto para el escudo como para el himno (letra y música).
Después de un análisis detallado de los trabajos presentados, el Jurado escogió como ganador para el escudo el proyecto presentado por el señor Orlando Ramírez. En el caso del himno, los ganadores fueron, como autor de la letra el abogado Horacio Gallego Ospina y la música la escrita por el maestro Alfonso Herrera Sánchez.
Finalmente, el Concejo adoptó oficialmente el escudo y el himno mediante el Acuerdo No 33 de 11 de noviembre de 1967.

## Descripción realizada por el jurado
Escudo de tipo francés, terciado, medio partido y cortado.
En el cuartel honorable, sobre campo sinople, simbólico de la fe, la esperanza y el respeto, campea el símbolo de Cristo o sea la letra K. "kappa" del alfabeto griego y la P, letra R "rho", esto es, KR = Cristo. El divino monograma va en metal de plata, símbolo heráldico de pureza, incorruptibilidad y firmeza moral. En el cantón diestro del jefe una cornucopia vierte cuantiosas monedas de oro para indicar la riqueza aurífera que hizo a este ilustre pueblo acreedor al título de Real de Minas. En el cantón siniestro del jefe lleva un brazo vigoroso que ha roto las cadenas de la esclavitud, simbólica remembranza del Levantamiento del Común, contra la tiranía opresora. En el cuartel inferior esplenden plácidas montañas en sinople, coronadas de nubes plata, con un discreto cielo de azul sobre sus cimas, auténtica expresión geográfica de Antioquia y precisamente en el punto de pretensión abre sus hermosas hojas en irradiación estelar, la planta industrial de Guarne, la pita, orgullosamente varonil, cuya fibra, el popular fique, es la fuente principal de trabajo y de vida de la comunidad. Su bordura de oro que se interna en el campo del blasón para marcar los cuarteles, ciñe de soberanía las lindes de la gloriosa tradición de Guarne cuyo nombre se despliega dominante sobre el escudo. Sirven de soporte dos leones mornados símbolo de la vigilante protección de los derechos civiles cuyo sostén radica en la fortaleza de la ciudadanía, que como no ha menester la presión física de la autoridad para practicar la convivencia jurídica, resulta heráldicamente representada de manera genuina, en los leones mornados, sin expresión agresiva de garras y de dientes. En la cinta infera unida al escudo por los soportes corre en gules la divisa, fiel intérprete del alma creyente, laboriosa y forjadora del porvenir, del pueblo guarneño: Fe, Labor y Progreso.